# قفز الموانع

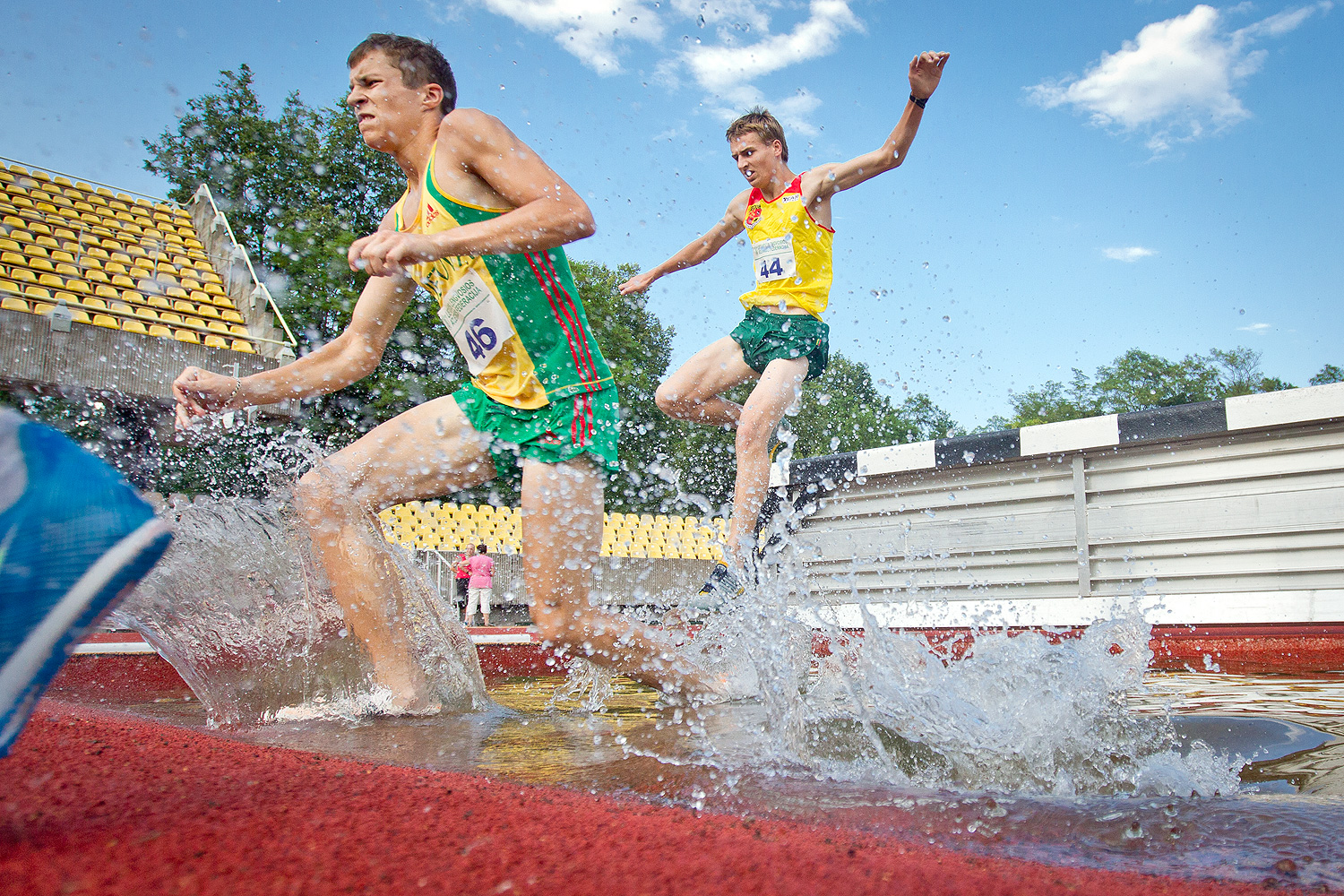
متسابقو موانع من بطولة ليتوانيا لألعاب القوى في سنة 2014

قفز الموانع أو سباق الموانع (بالإنجليزية: Steeplechase)‏ هو نوع من سباقات ألعاب القوى يتم وضع موانع مع بركة ماء صغيرة يعبرها العداء فيها، ويتواجد سباق 3000 متر موانع و2000 متر موانع، وتختلف الموانع عن الحواجز، حيث تكون الموانع أكبر اتساعاً وأعلى.